# جزیره دینامیت
جزیره دینامیت یا (جزیره پودر هاوس) یک جزیره مصنوعی در پایین رود دیترویت در جنوب شرقی میشیگان است که مستقیماً در مجاورت مرز کانادا و ایالات متحده آمریکا قرار دارد. در اواخر دهه ۱۸۸۰ توسط شرکت دانبار و سالیوان برای ذخیره مواد منفجره در حین لایروبی کانال لیوینگستون ساخته شد. این در تلاشی موفقیت‌آمیز برای دور زدن حکم دادگاه ۱۸۸۰ که شرکت را از ذخیره مواد منفجره در جزیره فاکس مجاور منع می‌کرد، ساخته شد. جزیره دینامیت محل انبارهای دینامیت و همچنین کارخانه دینامیت و چندین خانه یخی بود. در طول این مدت، این مکان محل یک سری حوادث بود، از جمله آتش‌سوزی در سال‌های ۱۸۹۵ و ۱۹۱۹ (که هر دو جزیره را «تا لبه آب» سوزاندند). ۱۸۰۰۰ کیلوگرم دینامیت در جزیره در سال ۱۹۰۶ پس از اینکه دو مرد در نزدیکی آن «با یک هفت تیر تیراندازی می‌کردند» منفجر شد. در حالی که هیچ تلفات جانی نداشت (و فقط جراحات جزئی به دو مرد وارد شد)، شیشه‌ها در فاصله ۳ مایلی (۴٫۸ کیلومتری) شکسته شدند و صدای انفجار به وضوح از فاصله ۸۵ مایلی (۱۳۷ کیلومتری) شنیده می‌شد.
پس از تکمیل کانال لیوینگستون در سال ۱۹۱۲، این جزیره همچنان برای ذخیره مواد منفجره مورد استفاده قرار می‌گرفت، از جمله در پروژه‌های بعدی برای تعمیق کانال در دهه ۱۹۳۰. در دهه ۱۹۸۰ این جزیره کاملاً بلااستفاده بود و تا سال ۲۰۱۵ این جزیره تحت مالکیت دپارتمان منابع طبیعی میشیگان بود که توسط بخش حیات وحش آن به عنوان بخشی از منطقه بازی ایالت پوینت مویلی اداره می‌شد و برای شکار و کمپینگ برای عموم قابل دسترسی بود
جزیره دینامست در شهرستان گروس ایل، در شهرستان وین، میشیگان قرار دارد. این در نزدیکی انتهای جنوبی رودخانه دیترویت، نزدیکتر به دریاچه ایری تا دریاچه سنت کلر، و حدود ۲۰۰ فوت (۰٫۰۴ مایل؛ ۶۰ متر) از مرز آبی با کانادا است. تقریباً ۵۰۰ یاردی (۱۵۰۰ فوت؛ ۴۶۰ متر) شرق جزیره فاکس است. بیشتر در غرب آن گروس ایله است، که فراتر از آن ترنتون است. در شرق آن، در سراسر کانال لیوینگستون، جزیره بویس بلان کانادا (و بیشتر، آمهرستبورگ در انتاریو) قرار دارد. نوک جنوبی جزیره استونی در حدود ۷۰۰ یاردی (۲۱۰۰ فوت؛ ۶۴۰ متر) به سمت شمال شرقی است. جزایر دیگر در مجاورت شامل جزیره شکر در جنوب و جزیره البا در جنوب غربی است. این جزیره که پوشیده از شاخ و برگ است، تقریباً ۲۰۰ فوت (۶۰ متر) از شمال به جنوب و ۵۰ فوت (۱۵ متر) از شرق به غرب است که به آن مساحت تقریبی ۱۰۰۰۰ فوت مربع (۹۳۰ متر مربع؛ ۰٫۲۳ هکتار) می‌دهد. سازمان زمین‌شناسی ایالات متحده (USGS) ارتفاع آن را ۵۷۴ فوت (۱۷۵ متر) از سطح دریا در سال ۱۹۸۰ اعلام کرد. در سوابق شهرستان وین، این جزیره به عنوان «جزیره دینامیت» در کد پستی ۴۸۱۳۸ ذکر شده‌است. در داخل یک قطعه واحد (که مساحت آن ۰٫۹۱ هکتار (۰٫۳۷ هکتار) است) قرار دارد.